# Páll Árpád (író)
Páll Árpád (Torda, 1927. február 10. – Kolozsvár, 1997. március 10.) erdélyi magyar író, színikritikus.

## Életpályája
A német nyelvű evangélikus elemit és a gimnázium első három osztályát Brăilában végezte, ahová szüleit a megélhetés kényszere vitte. Értelmi formálódására a kolozsvári Református Kollégium volt döntő hatással, ahol 1940 őszétől folytatta tanulmányait. A Bolyai Tudományegyetem filozófia-lélektan szakán szerzett tanári képesítést (1949). Vezető szerepet játszott az MNSZ és az egyetem ifjúsági mozgalmaiban (1947-ben), Sütő Andrással együtt több, ifjúsági folyóiratot pótló, röpiratot szerkesztett (Magyar ifjúság; Petőfivel; Szabad ifjúság). Cikkei jelentek meg a Világosság, Ifjú Erdély, később az Utunk, Igazság hasábjain.
Pályáját az Állami Könyvkiadó szerkesztőjeként kezdte (1948-49). Katonai szolgálati ideje alatt az Apărarea Patriei című katonai lap munkatársa, majd az Előre szerkesztője, illetve főszerkesztő-helyettese (1952-57), a Művelődés főtitkára (1957-58). Az 1956-os magyar forradalomkor tanúsított magatartása miatt politikailag megbízhatatlannak minősítették, közlési jogát megvonták. Három éven át kétkezi munkás a kolozsvári Triumf autógyertyagyárban. 1961-től a kolozsvári Állami Magyar Színház irodalmi titkára, 1963-tól közel két évtizeden át a Dolgozó Nő szerkesztője, 1982-től az Új Élet kolozsvári főmunkatársa, majd főszerkesztő-helyettese; nyugdíjba vonulásáig (1992) a helyébe lépő Erdélyi Figyelőnél ugyanezt a tisztet tölti be. Társelnöke volt a Szentgyörgyi István Alapítvány kuratóriumának, amelyet a budapesti Székely Kör erdélyi magyar színészek teljesítményeinek jutalmazására hozott létre.

## Munkássága
Első szépirodalmi munkája, A kulcs című elbeszélés a Huszonhat elbeszélő (1949) című novellaantológiában jelent meg. Tevékenységének fő vonulatát színikritikusi és tanulmányírói munkássága alkotja, de vannak útijegyzetei, portréi, beszélgetései, képzőművészeknél tett műterem-látogatásokról és kiállításokról szóló írásai is. Dráma- és színháztörténeti közléseinek középpontjában hagyomány és korszerűség, művészi minőség és hatás összefüggéseinek boncolgatása áll. A világ drámairodalmi örökségének s ezen belül a magyar és román klasszikus alkotásoknak az elemzése mellett éles bíráló szellemmel követi a kortárs szerzők szövegeit, valamint az utóbbi fél évszázad színházi mozgalmainak áramlatait és tendenciáit. Erről tanúskodik Évszázadok drámái napjaink színpadán (1976) című kötete. Figyelemre méltóak az ógörög tragédiákról, a Shakespeare-drámák korszerű üzenetéről, francia színházak törekvéseiről, Csehov és Gorkij újszerű megközelítéséről szóló tanulmányai, sok újat mondanak Katona Bánk Bánjáról, Ion Luca Caragiale újabb színpadi megjelenítéséről és Illyés Gyula Kegyencéről írott fejtegetései is. Hasonló a Színházi világtájak (1987) című kötetének módszere is: a vizsgálódás gócába helyezi a kortárs drámaírók üzenetét és a színpadi látványosságot. Összegező jellegű a kötetben A változó drámaelméletektől a színpadi törvényszerűségekig című nagyobb elmefuttatása.
Állandóan figyelemmel kísérve az erdélyi magyar színházi életet születnek meg a drámaíró Sütő Andrásról és Harag György pályájának mérföldköveiről szóló írásai. A kolozsvári Magyar Színház alapításának 200. évfordulójára megjelent kiadványban Shakespeare-drámák jelentésváltozatai cím alatt megjelent tanulmányában a hagyományos erdélyi magyar Shakespeare-kultuszt értékeli. Az utóbbi fél évszázad erdélyi ősbemutatóival kapcsolatos feljegyzéseit gyűjtötte össze A szó és a látvány (Marosvásárhely, 1995) című kötetében, kiegészítve ezeket két vitairatával (az egyik címe: Kissé másként látom a kétszázadik évadot). Ha a hatvanas években bírálatait a megmerevedett színházi dogmákkal való szembefordulás jellemezte, a hetvenes évektől a hangsúlyt a dráma és előadás egységére teszi, egyre inkább védve színházainknak hagyományosan kötelező népszínházi-nemzeti színházi jellegét.
Irodalomtörténeti munkássága részben szintén a drámairodalomhoz kapcsolódik. Lope de Vegáról, Heltai Jenő drámaírói munkásságáról, Szophoklészről, Arisztophanészről, Schiller ifjúkori drámáiról írt tanulmányokat a Kriterion Drámák-sorozatának kiadványaihoz (1964, 1980, 1981). Születtek írásai Büchnerről, Thornton Wilderről, Edward Bondról, Arany János színészkalandjáról; ezekhez csatlakozik emlékezése Gaál Gáborról, tanulmánya Mihai Eminescuról, Creangăról, Vasarelyről. Egy részük Loreley sziklája (Kolozsvár, 1981) című „úti- és otthoni” jegyzeteinek kötetében is megjelent.
Román és francia nyelvből fordított drámákat, ezek egyikét-másikát a romániai magyar színházakon kívül magyarországi és vajdasági színházak is játszották. Horia Lovinescu Láz (1963); Robert Thomas A papagáj és a zsaru (1968); Ion Băieșu Megbocsátás (1969); Aurel Baranga Hősi szimfónia (1973); Dumitru Radu Popescu A kerti törpe (1974); Edward Bond A tenger (1981); Jean Cocteau Emberi szó és Jan Otcenacek Romeo és Júlia november végén című (1986) színdarabjai szólaltak meg magyarul az ő tolmácsolásában. Ebbe a tárgykörbe tartozik a Mosolygó Thália (Kolozsvári, 1991) című színházi anekdotagyűjteménye, amelyet Márton János színművész gyűjtése nyomán formába öntött a két szerző nevéből összetett „Márton Pál” álnév alatt. A Magyar színházművészeti lexikon (Budapest, 1994) erdélyi szerkesztője.
Könyveinek sorában külön helyet érdemel Harangszó a mélyből (Budapest, 1991) című kötete, amely 25 jeles erdélyi magyar értelmiségivel a nyolcvanas évek végén folytatott beszélgetéseket tartalmaz. Ez a kötet tudósít a diktatúra, a homogenizáló indulat nyomása alatt senyvedő erdélyi magyarság értékeiről, a jövendő építésének lehetséges alapjairól. A budapesti Magvető Kiadónál megjelent könyv élénk sajtóvisszhangot váltott ki. Még kéziratban rejlő munkái közt van Veres Péterről, a gondolkodóról szóló tanulmánya, egy Színházi őrjárat Erdélyben című portrégyűjteménye és esztétikai jegyzetei, valamint a kolozsvári Magyar Művészeti Intézet alapító rektorával, a festőművész Kovács Zoltánnal folytatott beszélgetése szerepel.
További kötetei: Kolozsvár magyar színháza (társszerzésben, Kolozsvár, 1992); A szó és a látvány. Nézőtéri jegyzetek (Marosvásárhely, 1995); Hivatástudat és korszerűség. Közép-erdélyi színházakért (Marosvásárhely, 1997).
Álnevei: Vass Attila, Tordai József, Papp Márta, egy időben T. Páll Árpád.